# ウィリアム・ハールストーン
ウィリアム・ハールストーン（またはハールストン、William [Martin Yeates] Hurlstone, 1876年1月7日 – 1906年5月30日）は英国のロマン派音楽の作曲家。奨学金を得て王立音楽大学(RCM)に進む。古典的な訓練を積んだピアニストとして、多くの有名作曲家の作品を演奏した。1906年に母校RCMに戻り、対位法の教授に就任するも、それから僅か1年で気管支喘息のため夭逝した。 
数多くの室内楽曲や独奏曲を作曲しており、《ファゴットとピアノのためのソナタ ヘ長調》や《クラリネット、ファゴット、ピアノのための三重奏曲 ト短調》、《木管楽器とピアノのための五重奏曲 ト短調》があり、出版作品の中で最も有名なものは、《クラリネットとピアノのための4つの性格的小品》である。これらはシューマンやブラームスの影響が色濃いものの、緻密で入念に彫琢されており、作品の水準はいずれも高い。夭折しなければハールストンはイギリス屈指の作曲家になりえたかもしれない。その他に、ピアノ協奏曲や、一連の管弦楽のための変奏曲（《スウェーデンの主題による変奏曲》《ハンガリーの主題による変奏曲》《自作主題による変奏曲》）がある。